# Litslunda
Litslunda är en småort i Lillhärads socken i Västerås kommun, Västmanlands län, belägen cirka 12 km nordväst om Västerås.